# Dudu Tucci
Pour les articles homonymes, voir Tucci.
Eduardo Tucci da Silva, dit Dudu Tucci (né le 5 mai 1955 à São Paulo, Brésil) est un musicien, percussionniste, chanteur et compositeur brésilien.

## Biographie
Dudu Tucci habite à Berlin depuis 1982. Il a réalisé neuf CD solo depuis 1990 et est directeur musical du bloco Afoxé Loni. 

## Discographie
- Oduduá (1990)
- Obátimalê (1992)
- Orishás (1994, Candomblé-musique)
- Native Dreamer (1995)
- Tribal World (1995)
- Afoxé Loni (2002)
- Inaê (2004)
- Amacy (2005, Umbanda-musique)
- Nadador (2006)